# マシュー・スレイター
マシュー・ウィルソン・スレイター（Matthew Wilson Slater, 1985年9月9日 - ）は、アメリカ合衆国カリフォルニア州ロングビーチ出身の元プロアメリカンフットボール選手。現役時代のポジションはワイドレシーバー。
現役時代をニューイングランド・ペイトリオッツ一筋で過ごしたフランチャイズ・プレイヤー。主にガンナーとして活躍し、プロボウルには10回選出された。

## 経歴

### カレッジ
3年目の2006年からワイドレシーバーとしてプレーする傍ら、ディフェンス及びキックリターンでもプレーし始めた。
4年目の2007年には、Pac-10の平均キックオフ・リターンヤード記録に並んだ。

### ニューイングランド・ペイトリオッツ
| 5 ft 10+5⁄8 in (179 cm) | 195 lb (88 kg) | 4.44 s | 1.57 s | 2.59 s | 4.40 s | 7.31 s | 33.0 in (84 cm) | 10 ft 1 in (3.07 m) | 11 回 |
| All values from Pro Day |                |        |        |        |        |        |                 |                     |       |

#### 2008年シーズン
2008年のNFLドラフトで5巡目全体153位でニューイングランド・ペイトリオッツに指名された。
2008年シーズンは11回のリターンで155ヤードを記録した。

#### 2009年シーズン
シーズン最終週のヒューストン・テキサンズ戦でキャリアハイとなる35ヤードのキックオフリターンを記録した。

#### 2010年シーズン
このシーズンには、オフェンス及びキックオフリターンを担うことはなかったが、チームハイとなる21タックルをスペシャルチームで記録した。

#### 2011年シーズン
チームメイトからスペシャルチームのキャプテンに任命される。
レギュラーシーズンの大半はスペシャルチームで過ごしたが、第1週のマイアミ・ドルフィンズ戦ではトム・ブレイディからの46ヤードのパスをキャッチした。
シーズン後にはプロフットボール記者協会の選ぶオールプロ、プロボウルに選ばれた。

#### 2012年シーズン
オフシーズンにフリーエージェントとなったが、ペイトリオッツと3年の再契約に合意した。
このシーズンにもオールプロとプロボウルに選ばれ、2年連続となった。

#### 2013年シーズン
ペイトリオッツでの6年目となるシーズンでキャプテンを務め続け、シーズン後には3年連続となるプロボウルに選ばれた。

#### 2014年シーズン
2年の契約延長に合意し、2016年シーズンまでチームに残ることとなった。
また、4年連続のプロボウル選出、キャリア3度目のオールプロに選出されたほか、キャリア初のスーパーボウル制覇を果たした。

#### 2015年シーズン
このシーズンにもスペシャルチームの主要選手としてプレーし、5年連続のプロボウルに選出された。

#### 2016年シーズン
2016年8月31日、2017年シーズンまでの1年の再契約に合意した。
2017年1月4日に、バート・スター賞に選ばれた他、6年連続のプロボウルにも選出された。また、キャリア2度目のスーパーボウル制覇を果たした。

#### 2017年シーズン
ハムストリングの負傷でレギュラーシーズンを7試合を欠場したが、7年連続となるプロボウルに選出された。

#### 2018年シーズン
2018年3月20日、チームとの2年の再契約に合意した。
このシーズンはプロボウルに選出されず、連続の記録が途絶えた。

#### 2019年シーズン

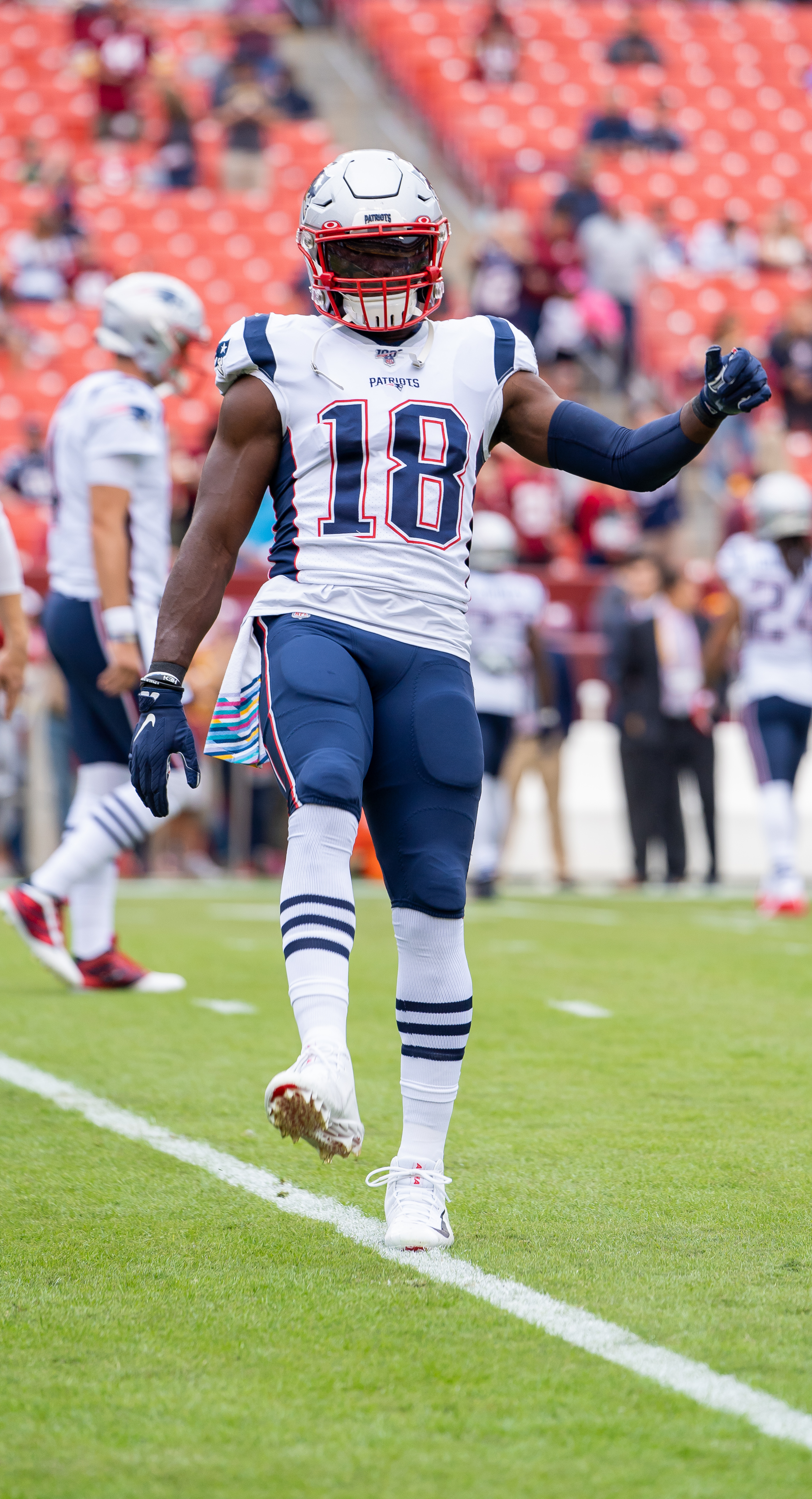
2019年のスレイター

レギュラーシーズン第4週のバッファロー・ビルズ戦で11ヤードのパントブロックリターンタッチダウンをし、キャリア初のタッチダウンを記録した。第12週のボルチモア・レイブンズ戦では、キャリア初のパントブロックを記録し、AFC週間最優秀スペシャルチーム選手賞に選出された。
シーズン後には、キャリア8度目のプロボウルに選出され、スペシャルチームの選手としてプロボウルに選出される最多記録となった。

#### 2020年シーズン
2020年3月13日、チームと2年の契約延長に合意した。
オフシーズンにトム・ブレイディやスティーブン・ゴストコウスキーがチームを去り、在チーム歴が最も長い選手となった。
また、このシーズンにも2年連続、キャリア9度目となるプロボウルに選出された。

#### 2021年シーズン
キャリア3度目となるオールプロのセカンドチーム、キャリア10度目、3年連続となるプロボウルに選出された。

#### 2022年シーズン
2022年3月14日、チームとの1年の契約延長に合意した。

#### 2023年シーズン
2023年2月17日、1年の契約延長に合意した。シーズンオフの2024年2月20日に現役引退を表明した。